# Sabellida
Sabellida (лат.) — отряд класса многощетинковых червей. Известен с начала ордовикского периода (примерно 486,5 миллионов лет назад).

## Систематика
Этот таксон был первоначально создан Georg Marius Reinald Levinsen в 1883 году под названием «Sabelliformia» для объединения семейств Sabellidae и Serpulidae.

## Описание и характеристики
Это фильтрующие животные, которые захватывают планктон и взвешенные частицы из воды, не имея настоящего ротового органа, с помощью перистых щупалец (пучков нитей, организованных в одну или несколько корон или спиралей в зависимости от вида или возраста особи). Они живут в минерализованных трубках, которые они создают сами, прикрепляя их к субстрату или высверливая в нем (в частности, в кораллах).
Некоторые виды этого отряда, пользующихся спросом в качестве живой наживки для рыбной ловли, находятся под угрозой исчезновения.

## Классификация
На февраль 2025 года в отряд включают четыре семейства:
- Fabriciidae Rioja, 1923
- Sabellidae Latreille, 1825
- Serpulidae Rafinesque, 1815
- Siboglinidae Caullery, 1914

## Галерея
- Manayunkia aestuarina (Fabriciidae)
- Owenia fusiformis (Oweniidae)
- Sabella spallanzanii (Sabellidae)
- Spirobranchus giganteus (Serpulidae)
- Lamellibrachia luymesi (Siboglinidae)